# UTC+07:00
| Južni poletni/severni standardni čas Morska območja | Severni poletni/južni standardni čas Standardni čas vse leto |

UTC+07:00 je časovni pas z zamikom +7 ur glede na univerzalni koordinirani čas (UTC). Ta čas se uporablja na naslednjih ozemljih (stanje v začetku leta 2016):

## Kot standardni čas (vse leto)

### Azija
- Avstralija:
  - Božični otok
- Indonezija (jugozahodni del)
  - Srednji Kalimantan, Java, Sumatra, Zahodni Kalimantan
- Kambodža
- Laos
- Rusija - krasnojarski čas
  - Krasnojarski okraj, Kemerovska oblast, Hakasija in Tuva
- Tajska
- Vietnam

## Kot standardni čas (samo pozimi na severni polobli)

### Azija
- Mongolija (zahodni del)